# Elizaville (Kentucky)
Elizaville es un lugar designado por el censo ubicado en el condado de Fleming en el estado estadounidense de Kentucky. En el Censo de 2010 tenía una población de 181 habitantes y una densidad poblacional de 67,98 personas por km².

## Geografía
Elizaville se encuentra ubicado en las coordenadas 38°24′54″N 83°49′13″O / 38.41500, -83.82028. Según la Oficina del Censo de los Estados Unidos, Elizaville tiene una superficie total de 2.66 km², de la cual 2.66 km² corresponden a tierra firme y (0.19%) 0.01 km² es agua.

## Demografía
Según el censo de 2010, había 181 personas residiendo en Elizaville. La densidad de población era de 67,98 hab./km². De los 181 habitantes, Elizaville estaba compuesto por el 100% blancos, el 0% eran afroamericanos, el 0% eran amerindios, el 0% eran asiáticos, el 0% eran isleños del Pacífico, el 0% eran de otras razas y el 0% pertenecían a dos o más razas. Del total de la población el 0% eran hispanos o latinos de cualquier raza.